# Aria z kurantem
Aria z kurantem – tenorowa aria z III aktu opery Straszny dwór Stanisława Moniuszki do libretta Jana Chęcińskiego, zwana również, od postaci, której jest przypisana, Arią Stefana.
Recytatyw będący wstępem do tej arii rozpoczyna się słowami "Cisza dokoła, noc jasna, czyste niebo...". Stefan nawiązując do aktualnej sytuacji (miłosne rozterki), wspomina również swoje dzieciństwo, kreśląc sielankowy obraz sarmackiej Polski. W arii charakterystyczne są wezwanie do matki oraz kurant – polonez. „Gazeta Muzyczna i Teatralna” z 13 października 1865 tak napisała na ten temat:
„W trzecim akcie jest ów sławny kurant, co się tak publiczności podobał. Jest to polonez zamknięty tylko w ośmiu taktach, a napisany w stylu arcystaroświeckim, przypominającym co najmniej Ogińskiego”.
Natomiast w następujący sposób skomentował całą scenę „Dziennik Warszawski” z 30 września 1865:
„Ale główną zaletą tego aktu [...] jest scena Stefana z kurantem. Już to sama myśl skombinowania kilku instrumentów, jako to: fletu, harfy, fortepianu i dzwonka [także fisharmonii], do naśladowania głosu staroświeckiego kuranta jest szczęśliwym i oryginalnym pomysłem, tym bardziej, że bicie zegara powtarza się później w echu, zrobionym przez smyczkowe instrumenta. Taż sama melodia, wychodząca niby z zegara, służy za przygrywkę do pięknej arii.”
Aria z kurantem jest przez wielu uważana za jedną z najlepszych tenorowych arii w ogóle, porównywalną z ariami francuskimi czy włoskimi.